# Hurup Sogn
Hurup Sogn er et sogn i Sydthy Provsti (Aalborg Stift). Hurup Sogn var anneks til Boddum-Ydby sogne fra 1570 til 1784, hvor det blev et selvstændigt pastorat.
Hurup Sogn hørte til Refs Herred i Thisted Amt. Hurup sognekommune blev ved kommunalreformen i 1970 indlemmet i Sydthy Kommune, som ved strukturreformen i 2007 indgik i Thisted Kommune.
I Hurup Sogn ligger Hurup Kirke.
I sognet findes følgende autoriserede stednavne:
- Ashøj (areal)
- Brandsholm (bebyggelse)
- Ettrup (bebyggelse, ejerlav)
- Hurup (bebyggelse, ejerlav)
- Hurup Thy (station)
- Refs (bebyggelse, ejerlav)
- Refsbøl (bebyggelse)